# 乞伏司繁
乞伏司繁（？—376年）東晉十六國時期隴西部鮮卑首領，承襲乞伏傉大寒，在位時間不詳，371年降前秦。弟乞伏步颓。其子為西秦建立者乞伏國仁。
父亲乞伏傉大寒死，乞伏司繁遷居到於度堅山。371年，被為前秦益州刺史王統所襲击，部眾叛降王統。乞伏司繁歎息：「智不距敵，德不撫眾，劍騎未交而本根已敗，見眾分散，勢亦難全。若奔諸部，必不我容，吾將為呼韓邪之計矣。」于是归降前秦。苻堅大喜，封他為南單于，留在長安。以乞伏司繁的堂叔父乞伏吐雷為勇士護軍，统辖他的部眾。373年，鮮卑勃寒侵扰隴右，苻堅以乞伏司繁為使持節、都督討西胡諸軍事、鎮西將軍，统兵讨伐。勃寒請降，乞伏司繁继续鎮守勇士川，死后，乞伏國仁即位。

## 子
- 乞伏国仁（秦宣烈王）
- 乞伏乾归（秦武元王）
- 乞伏益州
- 乞伏屈眷
- 乞伏渥头
- 乞伏智达
- 乞伏木奕干
- 乞伏昙达